# Pagan de Bulgaria
Pagan (en búlgaro: Паган) fue el gobernante de Bulgaria de 767-768.
Pagan ha sido identificado como miembro de la facción de la aristocracia bulgar (pueblo túrquico que no debe ser confundido con los modernos búlgaros eslavos), que trató de establecer relaciones pacíficas con el Imperio bizantino. Después de ascender al trono tras el asesinato de su predecesor Toktu, Pagan emprendió junto con su corte a establecer las negociaciones con el emperador bizantino Constantino V en algún lugar de Tracia. Con palabras del corazón el emperador se representó a sí mismo como un guardián de la paz en Bulgaria y reprendió a los búlgaros por su anarquía, y por deponer a su anterior gobernante Sabin, que vivía como refugiado en la corte imperial. El emperador, sin embargo accedió a hacer la paz, y Pagan regresó a su hogar.
En este punto, Constantino V repentinamente invadió Bulgaria y logró penetrar a través de las montañas en la zona central del estado búlgaro, incendiando algunos asentamientos alrededor de la capital búlgara de Pliska. Aunque Constantino V no decidió continuar con su exitosa invasión y regresó a casa, Pagan enfrentó la ira de sus súbditos, que lo acusaban de crédulo e incapaz de oponerse al enemigo. El monarca huyó en dirección a Varna, pero fue asesinado por sus siervos.
El siglo XVII en Bulgaria del Volga se compuso el Cäğfär Taríxı (una obra de autenticidad en disputa), que representa a Boyan (es decir, Pagan) como el hijo del anterior gobernante Bunek (es decir, Vinekh), y lo acredita con la expulsión de Sain (es decir, Sabin).